# Зінець Сергій Іванович
Сергій Іванович Зіне́ць (нар. 19 березня 1958, Червоноград — пом. 13 червня 2007, Коломия) — український скульптор і графік; член Івано-Франківської організації Національної спілки художників України з 2000 року.

## Біографія
Народився 19 березня 1958 року в місті Червонограді Львівської області Української РСР (нині Україна). 1981 року закінчив Львівський інститут прикладного та декоративного мистецтва, де навчався у Данила Довбошинського, Олексія Дуфанця.
Жив у місті Коломиї в будинку на вулиці Степана Бандери, № 13, квартира № 15. Помер у Коломиї 13 червня 2007 року.

## Творчість
Працював у галузях станкової графіки, скульптури. Серед робіт:
скульптура
- «Голос волаючого» (1996);
- «Марія» (1997);
- «Двобій» (1997);
- «Готичний чернець» (1997);
- «Сумна» (1998);
- «Двоє» (1999);
- «Білий янгол» (1999);
- «Говерла» (2000);
- «Волинський князь» (2001);

графіка
- «Різдво» (1994);
- «Таємна вечеря» (1994);
- «Розп'яття» (1994);
- «Оплакування» (1994);

інше
- аплікація «Хрещення» (1997);
- меморіальна дошка Івану Озаркевичу (1998).

Паркові скульптури, виконані під час симпозіумів, встановлено в Івано-Франківську та Коломиї.
Брав участь в обласних, всеукраїнських та міжнародних художніх виставках з 1994 року. Персональні виставки відбулися в Івано-Франківську у 1993—1994 роках, Києві у 1997 році, Коломиї у 1998 році.